# Andrzej Średniawski
Andrzej Średniawski (ur. 24 listopada 1857 w Górnej Wsi, zm. 13 listopada 1931 tamże) – polski poseł i senator, działacz ruchu ludowego, publicysta. 

## Życiorys
Urodził się w ubogiej rodzinie chłopskiej, na terenie dzisiejszego Górnego Przedmieścia – dzielnicy Myślenic. Wcześnie osieroconego chłopca wychowywała macocha, a następnie ciotka. W 1862 rozpoczął naukę w szkole w Myślenicach. Według różnych źródeł ukończył ją całą lub też tylko 3 klasy. Następnie rozpoczął praktykę u majstra szewskiego Syrkowskiego w Myślenicach, którą kontynuował w Krakowie. 
Już jako wyzwolony czeladnik wrócił w 1879 do Myślenic i pracował w zawodzie szewca. Za zarobione i oszczędzone pieniądze odkupił od brata Kazimierza rodzinne gospodarstwo. Wykorzystując wiedzę zdobytą samodzielnie poprzez lekturę książek fachowych, stał się na Górnej Wsi przodującym i oświeconym rolnikiem. Założył tam Towarzystwo Czytelni Ludowych, przekształcone później w Towarzystwo Ludowe, zaczął też zamieszczać w fachowej prasie rolniczej swoje pierwsze artykuły. 
W 1880 Średniawski poznał w Krakowie Jakuba Bojkę oraz Marię i Bolesława Wysłouchów. W 1882, również w Krakowie, poznał Franciszka Stefczyka; zainspirowany przez niego założył na Górnej Wsi kółko rolnicze, którego też został przewodniczącym. 
W latach 1886–1892 przebywał na Ukrainie, gdzie opiekował się w jednym z majątków sadem i pasieką. Poznał tam swoją przyszłą żonę – Zofię Rogozińską – ziemiankę, kobietę wykształconą, z którą ożenił się w 1893. 
W 1895 wziął udział w zjeździe rzeszowskim, na którym powstało Stronnictwo Ludowe. W tym samym roku został wybrany posłem na galicyjski Sejm Krajowy jako kandydat wysunięty przez mieszkańców Górnej Wsi. Stał się jednym z dziewięciu chłopów – posłów ludowych w Sejmie.
Dzięki swojej wytrwałej pracy poselskiej udało mu się uzyskać zgodę na założenie przemysłowej szkoły szewskiej w Dobczycach i szkoły kapeluszniczej w Myślenicach, jak również parowej fabryki wyrobów kapeluszniczych przy szkole. Na skutek jego starań rozpoczęto regulację potoku Bysinka. Wraz z księciem Kazimierzem Lubomirskim podjął starania zmierzające do budowy linii kolejowej przez Myślenice, ale I wojna światowa przeszkodziła w jej realizacji. Dzięki jego staraniom zorganizowano na Górnej Wsi szkołę powszechną, wybudowano tam sklep i budynek Kółka Rolniczego. Sam Średniawski był założycielem mleczarni w Myślenicach. 
W styczniu 1898 został wybrany członkiem Rady Naczelnej SL, a następnie został członkiem Zarządu Głównego Towarzystwa Kółek Rolniczych. Reprezentował w Stronnictwie pogląd, że należy dążyć do zjednoczenia wszystkich sił chłopskich. Skłaniał się zatem do szukania porozumienia ze Stronnictwem Chrześcijańsko-Ludowym Stanisława Stojałowskiego i Związkiem Chłopskim Potoczków. 
Aktywność Średniawskiego wzrosła jeszcze bardziej po 1901, kiedy to nie został wybrany posłem. Miał wówczas więcej czasu na pracę na rzecz społeczno-politycznego rozbudzenia chłopów, z którą łączył działalność gospodarczą. Średniawski reprezentował typ gospodarza-działacza. Jego program zmierzał do tworzenia silnych, rodzinnych gospodarstw chłopskich. Za najważniejszą rzecz uważał problem produkcyjnego gospodarowania. Wysuwał projekty tworzenia jednolitych związków rolniczych, zrzeszających chłopów i obszarników. 
Swoją opinię na temat buntu chłopów wyłożył najpełniej w opracowaniu Dlaczego tak ciężka jest dola nasza. Uważał, że głównym czynnikiem poprawy bytu chłopów jest unowocześnienie i racjonalizacja gospodarki rolnej. Uzasadniał, że można to osiągnąć poprzez oświatę, pracowitość, zespołowe działanie w kółkach rolniczych oraz spółkach gospodarczych i handlowych. 
W 1907 i ponownie w 1911 został wybrany na posła do Rady Państwa w Wiedniu. W okresie rozłamu w PSL w 1913 stanął zdecydowanie po stronie piastowców. W dowód zaufania wybrano go przewodniczącym klubu poselskiego nowego stronnictwa – PSL „Piast”. Członek Wydziału Finansowego Komisji Tymczasowej Skonfederowanych Stronnictw Niepodległościowych. W 1914 roku jako przedstawiciel ludowców był członkiem sekcji zachodniej Naczelnego Komitetu Narodowego. W latach I wojny światowej był zwolennikiem orientacji proaustriackiej w sprawie niepodległości Polski. Różnica w tej kwestii między Średniawskim a resztą kierownictwa „Piasta” doprowadziła do jego rezygnacji w czerwcu 1916 ze stanowiska przewodniczącego klubu. Był członkiem Obywatelskiego Komitetu Wykonawczego Obrony Państwa w 1920 roku. 
Po odzyskaniu przez Polskę niepodległości został posłem w latach 1919–1922, a w latach 1922–1928 reprezentował PSL „Piast” w Senacie razem z Jakubem Bojką. Senator II kadencji wybrany w 1928 roku z województwa krakowskiego. Po przewrocie majowym Średniawski zdecydowanie wystąpił w obronie rządów parlamentarnych. 
Przed śmiercią sporządził testament, w którym napisał: Co otrzymałem od rodziny przekazuję rodzinie, a co od narodu przekazuję narodowi, aby się uczyły dzieci chłopów rolnictwa. Na potrzeby mającej powstać szkoły rolniczej przeznaczył około 20 hektarów ziemi i lasu. 
Andrzej Średniawski umarł w swoim domu w Górnej Wsi, 13 listopada 1931. W uroczystościach pogrzebowych wzięła udział kilkunastotysięczna rzesza chłopska na czele z Wincentym Witosem.
13 listopada 1996 szkoła w Myślenicach, która powstała w 1938, otrzymała patronat Andrzeja Średniawskiego, który oddał swoje ziemie, na których dziś stoi budynek szkoły.